# Милош Живкович
Милош Живкович (серб. Милош Живковић; нар. 5 лютого 1985, Белград, СФР Югославія) — сербський футболіст, захисник.

## Життєпис
Футбольну кар'єру розпочав у юнацькій команді «Бежанії» з Белграда. У 13-річному віці перебрався до іменитішого столичного клубу, «Црвена Звезда». Виступав за юнацькі збірні Сербії різних вікових категорій. З 2003 року виступав на професіональному рівні, виступав в оренді за «Явор», «Младост» (Лукічево), «Железнічар» (Смедрево). Після цього відіграв один сезон у «Младеноваці». У 2006 році перебрався до «Хайдук» (Кула), у футболці якого дебютував у Суперлізі Сербії. Наступного року перейшов до складу іншого представника Суперліги, «Борац» (Чачак), який продемонстрував свій найкращий результат у Суперлізі (посів четверте місце, поступившись лише сербським клубам з топ-3, завдяки чому завоював путівку до Кубку УЄФА).
У 2004 році побував на перегляді в київському «Динамо». Брав участь у складі киян у Кубку Співдружності.
Влітку 2008 року перейшов у сімферопольську «Таврію», підписав договір на один рік. Зігравши за першу команду два матчі (а також 15 поєдинків за дублюючий склад), повернувся до Сербії, перейшовши в клуб «Ягодина» з однойменного міста. З 2010 по 2013 рік грав за сербські клуби «Синджелич» (Ніш), «Хайдук» (Кула) та «Земун». Футбольну кар'єру завершив 2014 року в скромному сербському клубі «Сопот».